# Piłka wodna na Mistrzostwach Świata w Pływaniu 2017
Zawody w piłce wodnej na 17. Mistrzostwach Świata w Pływaniu odbyły się w dniach 16–29 lipca 2017 r. na Basenie Narodowym im. Alfréda Hajósa.

## Harmonogram
Zostaną rozegrane dwie konkurencje.
| Data     | Godzina | Runda                 |
| -------- | ------- | --------------------- |
| 16 lipca | 09:30   | Eliminacje            |
| 17 lipca | 09:30   | Eliminacje            |
| 18 lipca | 09:30   | Eliminacje            |
| 19 lipca | 09:30   | Eliminacje            |
| 20 lipca | 09:30   | Eliminacje            |
| 21 lipca | 09:30   | Eliminacje            |
| 22 lipca | 09:30   | Eliminacje            |
| 23 lipca | 09:30   | Eliminacje            |
| 24 lipca | 09:30   | Play-offy kobiet      |
| 24 lipca | 14:50   | Ćwierćfinały kobiet   |
| 25 lipca | 09:30   | Play-offy mężczyzn    |
| 25 lipca | 14:50   | Ćwierćfinały mężczyzn |
| 26 lipca | 10:30   | Play-offy kobiet      |
| 26 lipca | 20:30   | Półfinały kobiet      |
| 27 lipca | 10:30   | Play-offy mężczyzn    |
| 27 lipca | 20:30   | Półfinały mężczyzn    |
| 28 lipca | 12:00   | Play-offy kobiet      |
| 28 lipca | 20:30   | Finał kobiet          |
| 29 lipca | 12:00   | Play-offy mężczyzn    |
| 29 lipca | 20:30   | Finał mężczyzn        |

## Medaliści
| Konkurencja           | Złoto | Srebro | Brąz |
| Mężczyźni (szczegóły) | Chorwacja · Marko Bijač · Andro Bušlje · Marko Macan · Sandro Sukno · Loren Fatović · Ivan Krapić · Luka Lončar · Anđelo Šetka · Maro Joković · Xavier García · Ivan Buljubašić · Ivan Marcelić · Ante Vukičević                                  | Węgry · Viktor Nagy · Miklós Gór-Nagy · Béla Török · Balázs Erdélyi · Krisztián Manhercz · Dénes Varga · Gergő Zalánki · Tamás Mezei · Márton Vámos · Balázs Hárai · Norbert Hosnyánszky · Attila Decker · Ádám Decker | Serbia · Milan Aleksić · Miloš Ćuk · Filip Filipović · Nikola Jakšić · Dušan Mandić · Branislav Mitrović · Stefan Mitrović · Duško Pijetlović · Gojko Pijetlović · Andrija Prlainović · Sava Ranđelović · Viktor Rašović · Nemanja Ubović                             |
| Kobiety (szczegóły)   | Stany Zjednoczone · Rachel Fattal · Aria Fischer · Makenzie Fischer · Paige Hauschild · Amanda Longan · Madeline Musselman · Jamie Neushul · Kiley Neushul · Jordan Raney · Melissa Seidemann · Maggie Steffens · Gabrielle Stone · Alys Williams | Hiszpania · Marta Bach · Paula Crespi · Sandra Domene · Anni Espar · Clara Espar · Laura Ester · Judith Forca · Anna Gual · Paula Leiton · Helena Lloret · Beatriz Ortiz · Matilde Ortiz · María Pena                  | Rosja · Marija Borisowa · Olga Gorbunowa · Jewgienija Iwanowa · Elwina Karimowa · Anna Karnauch · Jekatierina Prokofjewa · Darja Ryżkowa · Alena Sierżantowa · Anastasija Simanowicz · Anna Timofiejewa · Tatjana Tołkunowa · Anna Ustichuchina · Wieronika Wachitowa |

## Klasyfikacja medalowa
| Miejsce | Państwo           | Złoto | Srebro | Brąz | Razem |
| ------- | ----------------- | ----- | ------ | ---- | ----- |
| 1.      | Chorwacja         | 1     | 0      | 0    | 1     |
| 1.      | Stany Zjednoczone | 1     | 0      | 0    | 1     |
| 2.      | Hiszpania         | 0     | 1      | 0    | 1     |
| 2.      | Węgry             | 0     | 1      | 0    | 1     |
| 3.      | Rosja             | 0     | 0      | 1    | 1     |
| 3.      | Serbia            | 0     | 0      | 1    | 1     |
| Razem   | Razem             | 2     | 2      | 2    | 6     |